# شویلر ویلر
شویلر ویلر (انگلیسی: Schuyler Wheeler؛ زاده ۱۷ مهٔ ۱۸۶۰ درگذشته ۲۰ آوریل ۱۹۲۳) یک فیزیک‌دان اهل ایالات متحده آمریکا بود.